# كريستوف شوتس
كريستوف شوتس (بالألمانية: Christoph Schütz)‏ هو كاتب ألماني، ولد في 1690 في غروس-أومشتات في ألمانيا، وتوفي في 1750 في باد هومبورغ في ألمانيا.